# Tanki Leendert
Tanki Leendert is een plaats in de regio Noord, een van de acht regio's van Aruba.  Het heeft een oppervlakte van ongeveer 89 hectare en ligt op 12 km ten noordoosten van de hoofdstad Oranjestad aan de hoofdweg route 4. 
Behalve een woonwijk, een basisschool en een buurtcentrum heeft Tanki Leendert ook een klein industriegebied in het westelijk deel en een benzinestation aan de hoofdweg. De bevolking van Tanki Leendert wordt demografisch geregistreerd samen met de regio Noord. Vanwege bevolkingsgroei is in 2014 de parochie Tanki Leendert afgesplitst van Noord en werd de in 1968 ingewijde Monte Calvariokapel hernoemd tot "Paus Johannes Paulus II-kerk". In Tanki Leendert zijn gevestigd het Museum van Oudheden en het winkel- en kantorencomplex "Acropolis Plaza". De plaatselijke voetbalclub is SV Juventud Tanki Leendert, die in de Arubaanse Division Uno speelt.

## Geschiedenis
Tanki Leendert was van oorsprong een precolombiaans indianendorpje van 450x400 meter en het kleinste onder de vier op Aruba bekende indianendorpen (Tanki Flip, Santa Cruz en Savaneta). Volgens het publicatieblad met de districtsgrenzen uit 1866 was de oorspronkelijke benaming Tanki Linder, mogelijk afkomstig van de familienaam van een landbouwer uit deze omgeving. Haar huidige benaming is vanaf het begin van de 20ste eeuw in gebruik.  